# Пилот (Побег)
Пилот (англ. Pilot) — первый (пилотный) эпизод американского телесериала «Побег», премьера которого состоялась 29 августа 2005 года на телеканале Fox наряду со вторым эпизодом «Аллен». Режиссёром эпизода является Бретт Ратнер, известный также своими работами «Час пик» и «Красный дракон», сценаристом — Пол Шойринг. Эпизод получил положительные отзывы в США и во многих других странах и получил рекордные рейтинги.
Главными героями эпизода являются Майкл Скофилд (Уэнтуорт Миллер) и Линкольн Барроуз (Доминик Пёрселл). Линкольн Барроуз приговорён к смертной казни за убийство брата вице-президента США Терренса Стедмана, которого он не совершал. Его брат Майкл Скофилд, инженер-строитель, сам садится в тюрьму, чтобы спасти своего брата.

## Сюжет
Майкл Скофилд наблюдает за тем, как татуировщица наносит ему загадочную татуировку на его тело, затем в своей квартире он срывает со стены статьи о различных людях в тюрьме «Фокс Ривер» и выбрасывает жёсткий диск из окна в реку. На следующий день он грабит банк и сдаётся прибывшим полицейским.
На суде Майкл полностью признал свою вину, был приговорён к 5 годам заключения и отправлен для отбывания наказания в тюрьму «Фокс Ривер». Прибыв туда, Майкл вначале встречается с начальником тюремной охраны, капитаном Брэдом Белликом, который встретил его весьма прохладно. Затем он знакомится со своим сокамерником Фернандо Сукре, который разъясняет ему о том, кто есть кто в тюрьме, и показывает Линкольна Барроуза, который находится во дворе отдельно от остальных заключённых.
Майкл понимает, что единственный способ добраться до брата — это оказаться на тюремных работах, которыми заведует бывший босс мафии и один из самых известных заключённых в тюрьме — Джон Абруцци. Майкл подходит к Абруцци, прося принять его на тюремные работы, но тот отказывает ему. Майкл кладёт ему на стол оригами как знак того, что он знает о Фибоначчи — информаторе, из-за которого Абруцци оказался в тюрьме.
В тюремном госпитале Майкл впервые встречает тюремного доктора Сару Танкреди, которая является дочерью губернатора штата Иллинойс. Она делает Майклу подкожную инъекцию. Во время второго визита ей кажутся странными его анализы, она сомневается в диабете Майкла и хочет во время следующего визита провести дополнительные анализы. Майкл обращается за помощью к Си-Ноуту, местному «фармацевту», и просит его достать ПАГНАк — препарат, блокирующий действие инсулина.
К Сукре приезжает его девушка Мэрикруз Дельгадо, они встречаются в комнате для супружеских встреч. Тем временем Эл-Джей, сын Линкольна, с наркотиками попадает в руки полицейских. Вероника встречается с Майклом, который просит её выяснить, кто подставил Линкольна. Секретные агенты Пол Келлерман и Дэнни Хейл навещают епископа Макморроу, который может повлиять на решение губернатора в деле Линкольна. Они пытаются его убедить не вмешиваться в это дело, но безуспешно. Вскоре после этого епископ был убит.
Начальник тюрьмы Генри Поуп просит Майкла помочь ему доделать модель Тадж-Махала к годовщине своей свадьбы. Майкл соглашается.
Майкл наконец встречается с Линкольном после тюремных работ и показывает ему чертежи тюрьмы в виде татуировки на своём теле, которые являются основой плана будущего побега.

## Производство
Оригинальная концепция «Побега» — человек, сознательно садящийся в тюрьму для того, чтобы помочь другому человеку — была предложена Полу Шойрингу продюсером Доуном Пароузом. Шойринг заявил, что это хорошая идея, но при этом он был озадачен мотивами этого человека. Им была придумана история о несправедливо обвинённом брате, на основании чего разработал сюжет и основных персонажей. Шойринг предложил идею сериала телеканалу Fox, но она была отклонена из-за сомнений в его перспективах. Однако после успеха сериалов «Остаться в живых» и «24 часа», продюсеры канала Fox поддержали производство сериала.
Съёмки эпизода начались через год после того, как Шойринг написал сценарий и проходили в Чикаго и его окрестностях. Для съёмок тюремных сцен использовалась ранее действующая тюрьма «Joliet Prison», при этом в камере, где находился Линкольн Барроуз, ранее сидел серийный убийца Джон Уэйн Гейси.

## Реакция
Пилотный эпизод наряду со вторым эпизодом на телеканале Fox посмотрели 10,5 миллионов американских телезрителей, что сделало его седьмым по популярности в рейтингах на этой неделе. В других странах показ эпизода также имел большой успех. Так, в Великобритании эпизод был показан 24 января 2006 года и собрал 0,91 миллиона просмотров и занял 28-е место среди самых просматриваемых программ на Пятом канале. Во Франции эпизод 31 августа 2006 года посмотрели 5,5 миллионов телезрителей).. В Польше 28 января 2007 года эпизод собрал 7 миллионов просмотров, что стало рекордом среди других эпизодов иностранных сериалов.